# Michele Dixitdomino
Michele Dixitdomino (Palermo, 2 ottobre 1908 – Palermo, 20 febbraio 2003) è stato un pittore italiano.

## Biografia
Iniziò presto la sua esperienza artistica sotto la guida del padre, Girolamo Dixitdomino. Giovanissimo, dal 1920 al 1922, studiò con Giuseppe La Manna e successivamente presso il Liceo Artistico e all'Accademia di Belle Arti di Palermo. Fu allievo di Ettore De Maria Bergler. Viene spesso citato semplicemente come Michele Dixit.
Venne notato e seguito da Pippo Rizzo e partecipò a numerose mostre tra le quali la XXII Biennale di Venezia nel 1940.
A fine anni trenta inizia la carriera accademica e nel 1942 divenne Assistente alla Cattedra di Pittura al Liceo Artistico di Palermo. Finita la guerra riprende l'insegnamento in Accademia sino al 1977. Procede la sua carriera artistica e nel 2002 il comune di Palermo cura la sua ultima mostra "Ritratti 1927-1942", che riscuote un notevole successo.
A Dixitdomino è stata dedicata la Terza Biennale d’Arte di Ciminna (2020).
È considerato l'ultimo esponente della stagione pittorica siciliana degli anni ' 30 (1908-2003)
Per oltre 40 anni ha insegnato all'Accademia di Belle Arti, di cui fu anche direttore. Suoi lavori sono esposti alla Galleria dʼArte Moderna di Palermo, al Museo Mormino della Fondazione Banco di Sicilia, alla Pinacoteca di Marsala, e in vari monasteri e chiese, tra queste, la Chiesa di San Giuseppe Cottolengo (Palermo), dove è presente una imponente Pala d’altare. La stessa Chiesa, espone anche il suo dipinto  “ Battesimo di Gesù”.